# Liliw
Liliw ist eine philippinische Gemeinde in der Provinz Laguna. Sie ist eine der Hochlandgemeinden im Süden der Provinz. 
Liliw ist bekannt für seine Kaltwasserquellresorts, einheimische hausgemachte Süßigkeiten und eine beachtliche Schuhindustrie, die mit der von Marikina City konkurriert.

## Geographie
Liliw liegt am Fuße des Banahaws 17 Kilometer von Santa Cruz entfernt.
Liliw hat eine Landfläche von 88,5 km². Die Gemeinde grenzt im Norden an Santa Cruz, im Nordosten an Magdalena, im Westen an Nagcarlan und im Süden an Dolores in der Provinz Quezon.

## Baranggays
Liliw ist politisch unterteilt in 33 Baranggays.
| - Bagong Anyo (Pob.) - Bayate - Bubukal - Bongkol - Cabuyao - Calumpang - Culoy - Dagatan - Daniw (Danliw) - Dita - Ibabang Palina | - Ibabang San Roque - Ibabang Sungi - Ibabang Taykin - Ilayang Palina - Ilayang San Roque - Ilayang Sungi - Ilayang Taykin - Kanlurang Bukal - Laguan - Rizal (Pob.) - Luquin | - Malabo-Kalantukan - Masikap (Pob.) - Maslun (Pob.) - Mojon - Novaliches - Oples - Pag-Asa (Pob.) - Palayan - San Isidro - Silangang Bukal - Tuy-Baanan |

## Geschichte
Gegründet wurde Liliw im Jahre 1571 von Gat Tayaw. Während der gesamten Zeit der spanischen Herrschaft wurde der Name Liliw verwendet, dieser wurde von den Amerikanern in Lilio geändert, da Lilio für sie einfacher auszusprechen war. Durch Beschluss des Gemeinderats am 11. Juni 1965 wurde Liliw wieder zum offiziellen Namen erklärt.